# Les Héritiers (sociologie)
Pour les articles homonymes, voir Les Héritiers.
Les Héritiers, Les étudiants et la culture est un livre des sociologues français Pierre Bourdieu et Jean-Claude Passeron. Cet ouvrage est l'un des plus célèbres de sociologie.
Dans cet ouvrage paru en 1964, Pierre Bourdieu et Jean-Claude Passeron montrent l'existence, dans la société, de sous-groupes différents face à la culture. L'école y est analysée comme une institution reproduisant les inégalités, les exigences et les critères du système d'enseignement jouant au détriment des classes défavorisées.

## Contenu
L'ouvrage est essentiellement un corpus de statistiques et d'enquêtes sociologiques sur les étudiants. Il part du constat que statistiquement les bons élèves se recrutent dans les milieux aisés et cultivés, alors que les enfants d'ouvriers montrent des parcours scolaires médiocres. Certains groupes d'étudiants - compte tenu de leur situation familiale - ne disposeraient pas qualitativement ni quantitativement du vocabulaire nécessaire à la fréquentation et à l'appropriation d'une culture dite « générale et classique ». A contrario, d'autres étudiants (les « héritiers ») se trouvent au moins de plain-pied pour y accéder et par là pré-disposés à pouvoir en tirer profit.
Finalement, la sélection opérée dans le cadre des examens, tests et autres mises à l'épreuve - qui reposent sur des critères culturels spécifiques - va privilégier ces derniers au détriment des autres. À l'évaluation des connaissances et compétences techniques et objectives, se « sur-ajoute » celle de compétences culturelles et sociales qui ne sont pas universellement partagées. Ceux qui ne les maîtrisent pas « naturellement » - alors qu'en fait il s'agit de connaissances acquises familialement et socialement - souffrent d'un handicap certain qui peut expliquer nombre d'échecs « scolaires » ou « académiques » de ces étudiants défavorisés essentiellement en raison de leur patrimoine culturel ou social.
Selon Bourdieu et Passeron, pour les enfants de milieux populaires, « l'acquisition de la culture scolaire nécessite une véritable acculturation ». Ainsi, ce que les enseignants considèrent comme une absence de dons de leur part ne serait que le résultat d'une socialisation différente. L'école est alors décrite comme le lieu d'une violence symbolique qui, finalement, « redouble les inégalités sociales en pérennisant une véritable aristocratie scolaire ».

## Réception critique et influence
Des critiques reprocheront à Bourdieu et Passeron de fournir une analyse « teintée d'idéologie marxiste » et de créer des déterminismes qui font l'impasse sur l'initiative des différents acteurs et de leurs stratégies. Elles mettent en doute la rigueur des enquêtes auprès des étudiants, soulignant le fait que le livre généralise son propos à l'ensemble du milieu universitaire alors que le travail de terrain s'est limité à quelques facultés de lettres. Pour Raymond Aron, l'ouvrage est peu rigoureux et prend un ton affirmatif.
Le livre aura néanmoins une influence considérable sur la sociologie de l'éducation et sur la réflexion des politiques et des enseignants.